# کلیسای جامع تولدو
کلیسای جامع مریم قدیس تولدو (به اسپانیایی: Catedral Primada Santa María de Toledo)، کلیسای جامع کاتولیک شهر تولدو است..
کلیسا یکی از سه کلیسای جامع با معماری گوتیک و متعلق به قرن سیزدهم در اسپانیا است.